# Dippmannsdorf

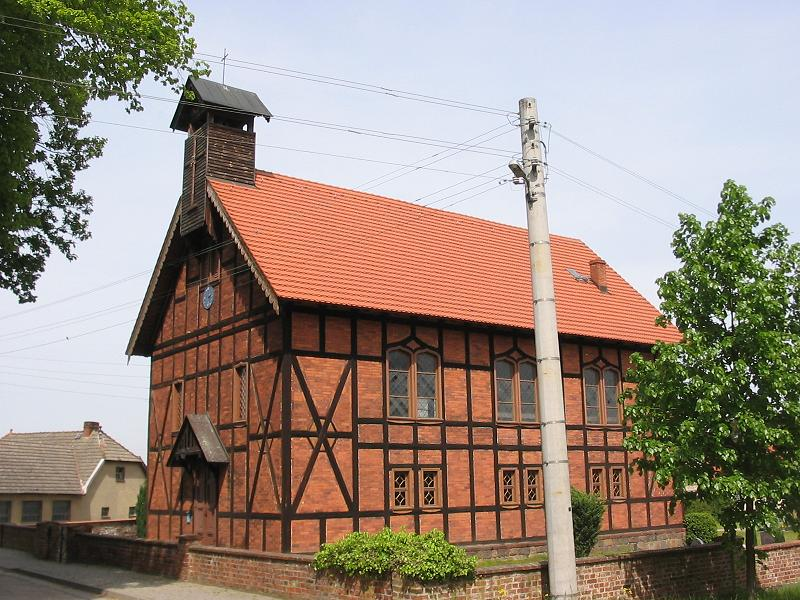
Dorfkirche Dippmannsdorf

Das Straßendorf Dippmannsdorf ist ein Ortsteil der Kreisstadt Bad Belzig im Brandenburger Landkreis Potsdam-Mittelmark am Rand des Trappenschutzgebietes Belziger Landschaftswiesen.
Der Ort verfügt über eine ungewöhnliche Fachwerkkirche, die auf Friedrich August Stüler zurückgeht. Interessant ist ferner ein ausgedehntes Quellgebiet am Fläminghang, das Naturdenkmal Dippmannsdorfer Paradies.

## Lage
Das Dorf mit 367 Einwohnern (Stand: 13. November 2023) liegt rund acht Kilometer nördlich der Kernstadt Bad Belzig am Westrand der Landschaftswiesen beziehungsweise des Baruther Urstromtals unmittelbar am Hang der Endmoränenlandschaft des Hohen Fläming. Es gehört zum Naturpark Hoher Fläming und ist durch die Bundesstraße 102 an das Straßennetz angeschlossen. Benachbarte Dörfer sind im Norden Ragösen und im Süden Lütte, die als Ortsteile gleichfalls zu Bad Belzig gehören und an der gleichen baumgesäumten Allee liegen. Die Bundesstraße 102 ist hier und über weite Strecken Bestandteil der Deutschen Alleenstraße.

## Geschichte und Etymologie

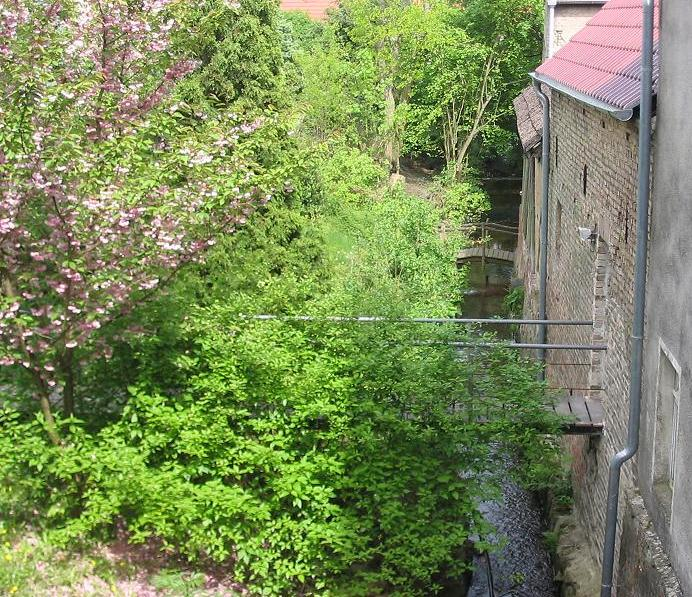
Quellbach an der Mühle

Die erste Erwähnung des Ortes findet sich 1385 im Stadtarchiv Weimar als Ditmarstorph, also Dorf des Dietmar. Spätere Dokumente sprachen von Dytmarsdorff (1388) oder Dylinsdorff (1419). Dietmar’s Ort war ursprünglich als Runddorf angelegt, das 1826 einem Brand zum Opfer fiel. Die Neuanlage bekam die Form des im 21. Jahrhundert noch vorhandenen Straßendorfes. An die ehemalige Dorfform erinnert der Dorfanger, auf dem eine außergewöhnliche Fachwerkkirche steht. Die ersetzte einen Vorgängerbau, der 1850 wegen Baufälligkeit geschlossen werden musste. Das gleiche Schicksal ereilte auch die 1823 erbaute Schule. Sie wurde 1853 bereits neu eröffnet, während es über einen längeren Zeitraum unklar war, ob die Kirche saniert oder durch einen Neubau ersetzt werden sollte. Schließlich kam es zu einem Neubau, der 1860 eingeweiht wurde. 1902 erhielt die Gemeinde einen Anschluss an die Brandenburgischen Städtebahn, die zwischen bis 1962 Treuenbrietzen über Belzig und Rathenow mit Neustadt (Dosse) verband. 1912 erhielt die Gemeinde den Anschluss an das elektrische Stromnetz. Nach Verlusten im Ersten und Zweiten Weltkrieges stieg 1950 die Anzahl der Einwohner durch Umsiedler auf 697 Personen an. 1951 eröffnete eine Badeanstalt; 1960 ein neues Schulgebäude. 1985 feierte der Ort sein 600-jähriges Bestehen. In den Jahren 1992 und 1993 errichteten Handwerker ein neues Feuerwehrhaus. 1996 begann der Umbau des Freibades zu einem Naturbadeteich. 2001 gewann der Ort die Silbermedaille im Wettbewerb Unser Dorf hat Zukunft. Im Folgejahr begann die Renaturierung des Quellgebietes Paradies.
Dippmannsdorf wurde am 31. Dezember 2002 nach (Bad) Belzig eingemeindet. In den weiteren Jahren baute die Gemeinde das touristische Angebot aus: Es entstand ein Naturspielplatz, ein Naturpfad, der anschließend zu einem Kindererlebnisweg ausgebaut wurde. 2012 begannen die Arbeiten für eine Beach-Sportanlage im Naturbad, die ein Jahr später eröffnet werden konnte.

## Sehenswürdigkeiten

### Dorfkirche Dippmannsdorf

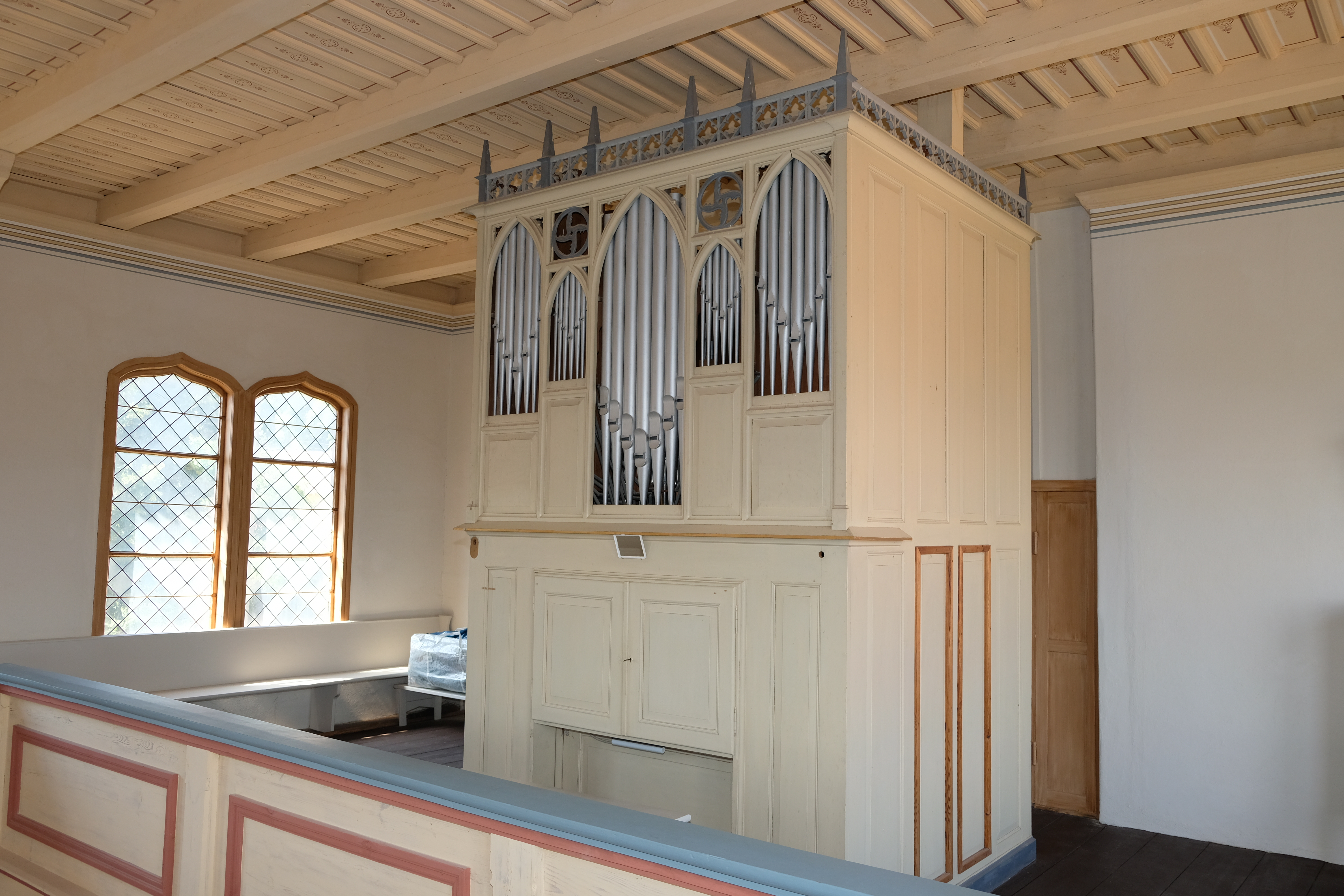
Orgel der Dorfkirche Kirche

Im Jahr 1840 erhielt das Nachbardorf Lütte eine sogenannte Normalkirche Schinkels. Zwanzig Jahre später mussten auch die Dippmannsdorfer ihre baufällige Kirche von 1705 ersetzen und waren wie die Nachbardörfler wegen geringer Geldmittel zu einer schlichten und preiswerten Ausführung gezwungen. Dabei bauten sie 1860 ein ungewöhnliches turmloses Gotteshaus, das gleichfalls in der Tradition Schinkels Normalkirche steht, auch wenn das rotleuchtende Ziegelfachwerkhaus vollkommen anders aussieht als die klassizistische Kirche im Nachbardorf.
Wegen ihrer schnellen und preiswerten Bauweise konzipierte Schinkel neben der Normalkirche auch Fachwerkkirchen. Das Thema der seltenen Ziegelfachwerkkirchen nahmen die Schinkelschüler Friedrich August Stüler und August Soller im Musterbuch der Entwürfe zu Kirchen, Pfarr- und Schulhäusern auf. Die Dippmannsdorfer griffen auf die Blätter 16 und 17 aus Stülers Folianten von 1852 zurück und produzierten mit dem im Fläming reichlich vorhandenen Holz einen eigenwilligen zweistöckigen Saalbau. Das Gotteshaus entspricht in seiner Grundkonzeption mit polygonaler Apsis und Hufeisenempore ganz dem Typus der von Schinkel für die dörflichen Gemeinden konzipierten Normalkirche. Der dort vorgesehene Rundbogenstil ließ sich allerdings nur schwer in Fachwerk umsetzen. Deshalb weist die Dippmannsdorfer Kirche […] gestalterische Elemente auf, die eher an den Tudorstil und dessen Umsetzung in die Fachwerkbauweise erinnern. […]
Bei der Innenausstattung, zu der ein schöner Taufständer aus Zinkguss gehört, dominieren gotisierende Formen. Der Barockaltar in der Kirche stammt aus dem Jahr 1705 und wurde vom Vorgängerbau übernommen.

### Quellgebiet Dippmannsdorfer Paradies
Laut Abschlussbericht im Bundeswettbewerb 2001 Unser Dorf soll schöner werden erhielt Dippmannsdorf in diesem Jahr für die Leistungen seiner Bürger eine Silberplakette. Unter diesen Leistungen hebt der Bericht besonders die Erschließung des Dippmansdorfer Naturdenkmals Paradies hervor: Das »Paradies« wurde durch eine behutsame und naturschutzgerechte Wegeführung erschlossen, scheint mit dem alten Buchenbestand jedoch völlig naturbelassen und eröffnet dem Besucher immer neue Perspektiven in dem abwechslungsreichen Relief des Naturparks.

#### Geologie und Quellbach
Die Reliefenergie vom Urstromtal zum Fläming ist bei Dippmannsdorf mit steilen Böschungskanten sehr ausgeprägt mit der Folge, dass im Waldgebiet 32 (andere Angaben 54) Sickerquellen auf engem Raum zu Tage treten, deren Wasser sich in zwei Mühlenteichen sammeln und kurz oberhalb der Bundesstraße innerhalb des Mühlengeländes noch einmal um acht Meter senkrecht nach unten ergießen, bevor sie einen Quellbach herausbilden, als Dippmannsdorfer Bach durch die Belziger Landschaftswiesen strömen und nach drei Kilometern in die Temnitz münden; die Temnitz wiederum fließt weiter in den Havel-Zufluss Plane. Schaut man am Ende der Mühlenteiche die acht Meter hinab, gewinnt man eine anschauliche Vorstellung über die hoch aufragenden Geländestufen, die die Abflussbahn der Weichseleiszeit-Schmelzwasser vor rund 21.000 Jahren am Nordhang des Fläming herausschnitt. Zählt der Hohe Fläming noch zur Altmoränenlandschaft der Saale-Eiszeit, gehören die Niederungen innerhalb des Urstromtals bereits zum Jungmoränenland der Weichsel-Eiszeit, deren Inlandeis in der Talung seine maximale Ausdehnung nach Süden erreichte.

#### Sickerquellen und Flora

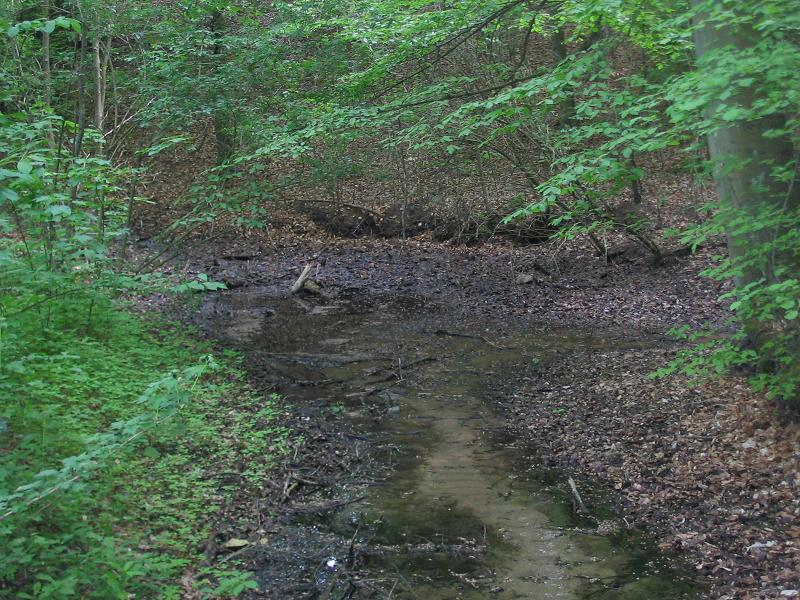
Sickerquelle im Paradies

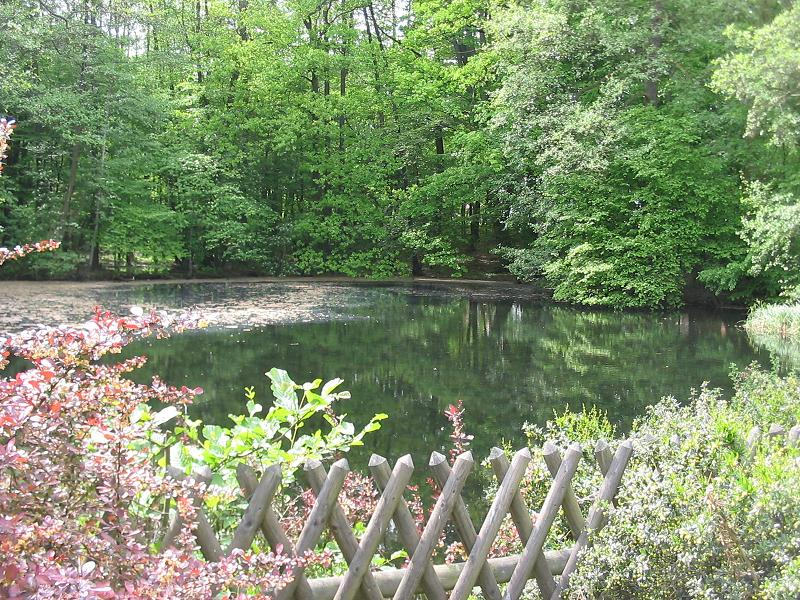
Zusammenfluss der Quellwasser im Mühlenteich

Die Grundwasseraustritte im Paradies sind gekennzeichnet durch dunkle Versumpfungszonen, da Ablagerungen von Pflanzenresten an den Austrittsmulden die Zersetzung der Bodenbildung anregen. Vorsichtig angelegte Wege, Stege, Dämme und Brücken führen durch die Schlucht und tragen dem empfindlichen weichen, morastigen Boden um die auch Helokrene genannten Sickerquellen Rechnung. Seinen etwas fragwürdigen Namen verdankt das Naturdenkmal laut Informationstafel der Tatsache, dass das klare, kalkarme und kühle Quellwasser […] einzigartige Lebensräume [schafft]. Zahlreiche Tier- und Pflanzenarten haben hier ihr »Paradies« gefunden. An bemerkenswerten Pflanzen treten beispielsweise Lebermoose (Hepaticae), Schwanenhals-Sternmoos (Mnium hornum), Bitteres Schaumkraut (Cardamine amara), der seltene Waldsauerklee (Oxalis acetosella) auf – und auch das nur sehr wenig Licht benötigende Wechselblättrige Milzkraut (Chrysosplenium alternifolium) findet sich in dem schattigen Quellsumpf.
In dem kristallklaren Quellwasser kann ausgiebig gebadet werden, denn zwischen alten Gemäuern mitten im Dorf legten die Dippmannsdorfer einen Badeteich an. Der Abschlussbericht im Bundeswettbewerb 2001 hält fest: Beispielhaft ist der Bio-Badeteich mit seiner Gestaltung und Platzierung im Dorf, […]. Er wird aus einer Quelle gespeist und ist mit seinen extensiv genutzten Röhricht-Zonen auch ein wichtiger Beitrag zur Dorfökologie.

## Wirtschaft
Von der 1766 Hektar umfassenden Gesamtfläche der Gemarkung entfallen 61 % auf den Wald und 32 % auf die Landwirtschaft. Die traditionell von der Landwirtschaft geprägte Dorfwirtschaft wird heute von einer Genossenschaft betrieben, die außerhalb des Dorfes angesiedelt ist. Zunehmende Bedeutung als Wirtschaftsfaktor gewinnt der naturnahe Tourismus, dem neben den im Folgenden beschriebenen Kirchengebäude und Naturdenkmal Dippmannsdorfer Paradies ein umfangreiches Netz gut angelegter und ausgeschilderter Wanderwege Rechnung trägt.

## Verkehr
Der öffentliche Personennahverkehr wird unter anderem durch den PlusBus des Verkehrsverbund Berlin-Brandenburg erbracht. Folgende Verbindungen führen, betrieben von der Regiobus Potsdam-Mittelmark, durch Dippmannsdorf:
- Linie 580: Bad Belzig ↔ Dippmannsdorf ↔ Golzow ↔ Lehnin ↔ Werder ↔ Potsdam
- Linie 581: Bad Belzig ↔ Dippmannsdorf ↔ Golzow ↔ Rotscherlinde ↔ Brandenburg